# نبيل نحاس (فنان)
نبيل نحاس (من مواليد 18 سبتمبر 1949 في بيروت بلبنان) هو فنان ورسام لبناني يعيش في نيويورك.

## السيرة الذاتية
نشأ نبيل في القاهرة وبيروت، قبل أن ينتقل إلى الولايات المتحدة للدراسة في جامعة ولاية لويزيانا. نبيل هو الشقيق الأصغر لرجل الأعمال اللبناني / البرازيلي ناجي نحاس. حصل على بكالوريوس الفنون الجميلة عام 1971 وماجستير الفنون الجميلة من جامعة ييل عام 1973. أثرت احتكاكاته بالرسامين المعاصرين في جامعة ييل على قرار نبيل نحاس بالانتقال إلى نيويورك بعد التخرج.

## مهنة الرسم
عرض نبيل بانتظام أعماله الفنية في صالات عرض مهمة في نيويورك، وتلقى إشادة من النقاد لعمله. عادةً ما يعمل نحاس بشكل فني مجرد، أعاد فيه اكتشاف نفسه مرارًا وتكرارًا.
استفادت لوحات نحاس من الزخارف الهندسية والأنماط الزخرفية المستوحاة من فن العمارة في بلاد الشام. كما يستخدم نحاس الرسم التجريدي الغربي التقليدي والتقنيات التنقيطية والانطباعية. ويجمع في بعض الأحيان بين هذه التقاليد في لوحات ذات ألوان زاهية، مما يوحي بثراء الطبيعة والخيال. يعتبر نجم البحر أحد الأشكال التي يستخدمها نحاس، وأحيانًا يطليه بطلاء أكريليك ويضع فوقه طبقات طلاء أكريليك ذات لون مُكثف.
قدم نحاس في أحدث أعماله أشجار الأرز والصنوبر والزيتون اللبنانية المعروفة في إشارة مباشرة منه إلى موطنه الأصلي. وفي عام 2018، كُلف نحاس بإنتاج لوحة من خشب الأرز ليتم استخدامها في طابع بريدي جديد في لبنان.

## المعارض

### المعارض الفردية
- 1973 جامعة ييل، كونيتيكت.
- 1977 جامعة ولاية أوهايو، أوهايو.
- 1978 معرض روبرت ميلر، نيويورك.
- 1979 غاليري روبرت ميلر، نيويورك.
- 1980 معرض روبرت ميلر، نيويورك.
- 1987 معرض هولي سولومون ، نيويورك.
- 1988 معرض مونتيناي، باريس.
- 1988 معرض هولي سولومون، نيويورك.
- 1994 معرض بالدوين في أسبن بكولورادو.
- 1997 معرض سبيرون ويست ووتر، نيويورك.
- 1998 معارض بومغارتنر، واشنطن العاصمة.
- 1998 معرض ميليفينتي، ميلان.
- 1999 معرض سبيرون ويست ووتر ، نيويورك.
- 2002 مهرجان ساو باولو الخامس والعشرون.
- 2002 معرض جونسون في جاكسونفيل بيتش بفلوريدا.
- 2005 معرض شيباس، باريس.
- 2005 معرض ويست ووتر، نيويورك.
- 2009 جاليري تانيت ، ميونيخ ، ألمانيا.
- 2010 معرض FIAF ، نيويورك.
- 2010 مركز بيروت للمعارض (BEC) في بيروت، لبنان.
- 2011 معرض لوري شبيبي في دبي، الإمارات العربية المتحدة.
- 2011 معرض بن براون للفنون الجميلة في لندن، إنجلترا.
- 2013 معرض ويست ووتر.
- 2013معرض لوري شبيبي في دبي، الإمارات العربية المتحدة.
- 2014معرض بن براون للفنون الجميلة في لندن، إنجلترا.
- 2016 معرض صالح بركات فيبيروت ، لبنان.
- 2019 معرض صالح بركات في بيروت ، لبنان.[4]